# Campionati europei di ciclismo su strada 2021 - Gara in linea femminile Elite
La gara in linea femminile Elite dei Campionati europei di ciclismo su strada 2021 si svolse l'11 settembre 2021 su un percorso di 107,2 km con partenza ed arrivo a Trento, in Italia. La vittoria fu appannaggio dell'olandese Ellen van Dijk, la quale completò il percorso con il tempo di 2h50'35", alla media di 37,70 km/h, precedendo la tedesca Liane Lippert e la lituana Rasa Leleivytė.

## Squadre e corridori partecipanti
| N.    | Cod. | Squadra     |
| ----- | ---- | ----------- |
| 1-8   | NLD  | Paesi Bassi |
| 9-16  | ITA  | Italia      |
| 17-19 | DNK  | Danimarca   |
| 20-27 | DEU  | Germania    |
| 28-35 | BEL  | Belgio      |
| 36-42 | POL  | Polonia     |
| 43-49 | FRA  | Francia     |
| 50-52 | CHE  | Svizzera    |
| 53-59 | ESP  | Spagna      |
| 60-64 | NOR  | Norvegia    |
| 65-69 | RUS  | Russia      |
| 70-72 | AUT  | Austria     |
| 73-74 | SWE  | Svezia      |

| N.      | Cod. | Squadra     |
| ------- | ---- | ----------- |
| 75-77   | SVN  | Slovenia    |
| 78-82   | UKR  | Ucraina     |
| 83-86   | LTU  | Lituania    |
| 87      | BLR  | Bielorussia |
| 88      | HUN  | Ungheria    |
| 89-91   | CZE  | Rep. Ceca   |
| 92-93   | ISR  | Israele     |
| 94      | LVA  | Lettonia    |
| 95      | SVK  | Slovacchia  |
| 96-97   | IRL  | Irlanda     |
| 98-99   | ISL  | Islanda     |
| 100-101 | ROM  | Romania     |
| 102     | GRE  | Grecia      |

## Ordine d'arrivo (Top 10)
| Pos. | Corridore            | Squadra     | Tempo    |
| ---- | -------------------- | ----------- | -------- |
| 1    | Ellen van Dijk       | Paesi Bassi | 2h50'35" |
| 2    | Liane Lippert        | Germania    | a 1'18"  |
| 3    | Rasa Leleivytė       | Lituania    | s.t.     |
| 4    | Katarzyna Niewiadoma | Polonia     | s.t.     |
| 5    | Demi Vollering       | Paesi Bassi | s.t.     |
| 6    | Marta Cavalli        | Italia      | s.t.     |
| 7    | Marlen Reusser       | Svizzera    | s.t.     |
| 8    | Alena Amjaljusik     | Bielorussia | s.t.     |
| 9    | Annemiek van Vleuten | Paesi Bassi | a 1'21"  |
| 10   | Elisa Balsamo        | Italia      | a 2'29"  |